# Code des obligations et des contrats (Maroc)
Pour les autres articles nationaux ou selon les autres juridictions, voir Code civil.
Le Code des obligations et des contrats aussi appelé Dahir formant code des obligations et des contrats (Sous l'acronyme D.O.C) est la codification du droit des contrats au Maroc.
Il repose sur le dahir du 12 août 1913, promulgué le 30 août 1913 sous le règne de Moulay Youssef, pendant la période du Protectorat français dans l'Empire chérifien, tel que modifié et complété de 1917 à 2020.

## Histoire
Le Code des obligations et des contrats « puise ses racines dans le code tunisien dont la paternité est attribuée à David Santillana. »
Dans son analyse, Émile Larcher précise en 1914 que ce code est largement inspiré du code civil tunisien puisqu'il indique que « le travail d'adaptation du code tunisien au Maroc a consisté à peu près exclusivement à en supprimer les dispositions ayant un caractère commercial – qui ont retrouvé leur place dans le code de commerce. » Il déplore d'ailleurs que cette transcription se soit faite en préservant la « confusion dans la terminologie » présente dans le code tunisien. Larcher ajoute que « Les erreurs de terminologie et les fautes de français qui ont été signalées dans le code tunisien subsistent presque toutes dans sa réplique marocaine. »

## Présentation
Le code est composé de deux livres, chacun d'eux subdivisé en titres :
- Livre I : Des obligations en général.
  - Titre Premier : Des Causes des Obligations
  - Titre Deuxième : Des Modalités de l’Obligation
  - Titre Troisième : Transport des Obligations
  - Titre Quatrième : Des effets des obligations
  - Titre Cinquième : de la Nullité et de La Rescision des Obligations
  - Titre Sixième : De l’Extinction des Obligations
  - Titre Septième : de la Preuve des Obligations et de celle de la Libération
- Livre II :  Des différents contrats déterminés et des quasi-contrats qui s'y rattachent
  - Titre Premier : De la Vente
  - Titre Deuxième : De l’Échange
  - Titre Troisième : Du Louage
  - Titre Quatrième : Du Dépôt et du Séquestre
  - Titre Cinquième : du Prêt
  - Titre Sixième : Du Mandat
  - Titre Septième : De L’association
  - Titre Huitième : Des Contrats Aléatoires
  - Titre Neuvième : De la Transaction
  - Titre Dixième : Du Cautionnement
  - Titre Onzième : Du Nantissement
  - Titre Douzième : des différentes espèces de créanciers